# Az eb olykor emeli lábát
Az eb olykor emeli lábát Páskándi Géza verses abszurd mesedrámája. A szerző szerint „a romantikus mese paródiája s egyben eredeti mese is.” A hasonló című kötetben jelent meg 1971-ben a Kriterion Könyvkiadó gondozásában, és még abban az évben Pezsgő-díjat kapott. A darabot diákszínjátszók adták elő Kolozsváron Koblicska Kálmán rendezésében az 1970-es évek elején.
Az írónak a Securitate által vezetett megfigyelési dossziéja szerint a mesedráma (vagy annak egy korábbi változata) már 1965-ben vagy előtte elkészült, de Páskándi meg sem próbálta megjelentetni, mert az adott helyzetben reménytelennek ítélte. Földes László az 1971-es kötet recenziójában hét évesként említi a „a minden ízében színpadra termett mesejáték”-ot.

## Cselekménye
A darab olyan országban játszódik, ahol a királynak nem kell sem az igazság, sem a hazugság, csak az, ami neki jó. Nem szabad kiejteni bizonyos kifejezéseket, mert azért büntetés jár:
Itt mindent körülírnak, 

papírt se papírnak 

hívják, a gömböcöt se 

annak, s aki leköpte 

a másikat, az nedves,

híg átkot szórt, a kedves, –

s itt nem mondanak tököt se,

s hogy pofozta, böködte –

ne mondd, mert jő az intés...

Ez mind csak kézlegyintés,

vagy Joga Az Ökölnek...
Jelenteni kell a királynak az elkövetett bűnöket:
Felség, egy pórember — minap,

midőn neje új gyermeket

hozott a fényre kert megett,

hallván a kisgyermek-sírást —

szidta a lennső száj-nyílást.
Egy szatócsné a férj díszét

átkozta, mondván, semmiség,

sőt: megnevezte — kétszer is,

azt, ami fegyver s ékszer is!
A király szerint:
...A nép fertőn evez,

ha mindent a nevén nevez!
A bonyodalom akkor kezdődik, amikor a király furcsa illatot érez, de senki sem meri megnevezni a kutyaürüléket. Két felvonáson keresztül vizsgálják a talált csomót mindenféle szakemberek, körülírják, de kimondani nem merik, mert azért büntetés jár, de a király akadékoskodik, és várja a megfejtést.
A hírnök végül kimondja:
s ha bánt is tán e vélemény,

igazat szólok, nem zavar,

kimondom bátran és hamar,

e kis csomó egy kutyaszar.
Ezért máglyahalálra ítélik. A máglya előtt visszavonja, amit mondott:
Visszavonom, hogy lenne ily szó.

Ha lenne – rosszabb. Ha nincs – az is jó.

Visszavonom, mert, ó, ilyen nincs,

s a föld csak illat, drágakő, kincs...

Mikor a csorda este ballag,

nyomukban lapos szirmok hullnak.

Mikor juhnyáj jő szaporán,

finom som a lába nyomán.

Mikor olyik nap gyalog is jár,

Harcolni indul, ó, a király.

Mikor az eb lábát emelve

sandít – egy oszlopot szemelve,

azt nézi ő, milyen a stílus:

dór-e, jón-e, avagy korinthus?

Visszavonok mindent, amit kell,

és kimondom utolsó hittel:

imádom, mit illat s virág ád, –

és mégis –

Az EB OLYKOR EMELI LÁBÁT!

## Kiadásai
- Az eb olykor emeli lábát. Párbeszédek, színjátékok; Kriterion, Bukarest, 1970

## Előadásai
A Színházi adattár nem közöl adatot hivatásos előadásról. Az 1970-es évek elején Kolozsváron és Temesváron műkedvelők adták elő. Az 1981/82-es tanévben a Komáromi Magyar Tannyelvű Gimnázium iskolai színjátszói játszották el. 1982-ben a Győr-Sopron megyei Művelődési Központ vitte színre. 1998-ban Szatmárnémetiben a Páskándi Géza születésének 65. évfordulójára rendezett ünnepségsorozaton a Kölcsey Ferenc Kollégium diákjai adták elő.